# دری شوسترن
دِقای شِوَستن (به لاتین: Drei Schwestern) ( معنی : سه خواهران) یک منطقهٔ مسکونی در لیختن‌اشتاین است که در فراستانس واقع شده‌است. دِقای شِوَستن ۲٬۰۵۳ متر بالاتر از سطح دریا واقع شده‌است.